# にこにこぷん
『にこにこぷん』（または『にこにこ、ぷん』）（Niko. Niko. Pun、Niko Niko Poon、Nico Nico Pun）は、井出隆夫原作・脚本による1982年（昭和57年）4月5日から1992年（平成4年）10月3日までNHKの幼児向け番組『おかあさんといっしょ』内で放送されていた着ぐるみによる人形劇。全2,229話。8作目に当たる。

## 概要
宇宙のかなたの地球によく似ている星の「にこにこ島」を舞台に、じゃじゃまる、ぴっころ、ぽろりの3人が、共に笑い、時にはケンカをして泣き、またあるときは冒険をしたりする、勇気と友情あふれる物語。次作『ドレミファ・どーなっつ!』の舞台である「どーなっつ島」は、にこにこ島の近くにあるという設定になっている。
本作の原作者の井出隆夫は、1970年代より『おかあさんといっしょ』に作詞家として楽曲提供しており、最終的に『ドレミファ・どーなっつ！』が終了する2000年（平成12年）3月までの18年間に渡って同枠の脚本を書くこととなった。
番組タイトルが全て平仮名表記なのは第5作『うごけぼくのえ』以来8年ぶりで、現時点で最後の作品になっている。同じく、番組タイトルに句読点（読点）が入るのは、歴代人形劇で初めてになる。
ぴっころは、『うごけぼくのえ』のポリ以来の女の子キャラクターかつ前作『ブンブンたいむ』の"ごじゃえもん"に続き、哺乳類以外の動物（鳥類）のメインキャラクターとして登場し、実在する動物をメインキャラクターに入れている作品の中で、哺乳類以外の動物が選ばれたのは彼女が最後だが、それと同時に今作以降、女の子が必ずメインキャラクターに含まれている。また、現時点で男の子のメインキャラクターが全員男性声優によって演じられてた唯一の人形劇になっている。そのため、じゃじゃまるは前々作『ゴロンタ劇場』以来の「男性声優が声を当てた主人公」になり、こちらも現時点で最後の作品になっている。
放送中の1988年（昭和63年）5月には、当時最も長く放送された第1作『ブーフーウー』（6年7か月）の記録を塗り替え、最終的には10年半に渡り放送され、『おかあさんといっしょ』内の歴代人形劇では最も放送期間が長い（『ドレミファ・どーなっつ！』は7年半、次々作『ぐ〜チョコランタン』は9年）。以降、『ぐ～チョコランタン』まで長期間放送の作品が続いた。1989年1月8日より元号が平成に変わったため、本作は昭和最後の人形劇作品であると同時に平成最初の人形劇作品となった。
『おかあさんといっしょ』の放送チャンネルが、今作が放送中だった1985年（昭和60年）4月1日から再放送のみ教育テレビに移行し、『ドレミファ・どーなっつ！』が放送中だった1998年（平成10年）4月6日から本放送も教育テレビに完全移行した。そのため本作は全話、総合テレビで放送された最後の人形劇であると同時に、教育テレビで最終回を放送した最初の人形劇でもある。
ビデオやパソコンゲームも発売され、アニメーション作品も多数製作された。また、夏休み・冬休み時期に北海道富良野市ロケを行ったこともある。放送終了から30年以上が経過した現在でも、主人公3人がテレビ番組やイベントに度々ゲスト出演したり、グッズが発売されるなど、放送当時に本番組を視聴していた世代を中心に非常に人気が高い作品となっている（後述）。
着ぐるみキャラクター達の性格については、特技以前にハンデを必ずもっているように設定している。これは井出隆夫の「欠点があるほうが仲良くなりやすいし、それぞれのキャラクターがいきいきするんじゃないか」と言う考えに基づいている。

## 登場人物

### メインキャラクター
メインキャラクター3人は基本的に母親不在という設定であるが、これは脚本家の井出隆夫が母親と一緒にテレビを見られない子供への配慮として意図的に設定したものといわれる。
ふくろこうじ・じゃじゃまる
声 - 肝付兼太
うらおもて山猫（イリオモテヤマネコと「裏表」とのもじり）の男の子。推定年齢5歳。イメージカラーはえんじ色。3人のリーダー的存在。
「オッス、じゃじゃまるさんだぞ」と挨拶する。一人称は「おいら」。ごく稀に「俺」「俺様」。口癖は「ゴロニャーゴ」。まれに関西弁などで喋る。
身長は220cm、足の長さは63cm、足のサイズは50cm、尻尾の長さは100cm。
赤色とオレンジ色の縞柄のシャツとえんじ色のチョッキとズボンを着用し、首には黄色のバンダナを巻き、シャツからは出べそのお腹がのぞいている。
力持ちで敏活。義理人情に厚い親分肌な性格だが、威張りん坊で意地汚いのが玉にキズ。怠け者のちゃらんぽらんの為、仲間はずれにされることがしばしば。いわゆるいじめっ子ではあるが、優しい心と義侠心を発揮する時もある。早朝の牛乳配達など、子供らしからぬ苦労人だったりもする。
釣りにサーフィン、三味線、浪花節、木登り、カエルの通訳、ラーメン作りと、豊富な才能の持ち主。第50回NHK紅白歌合戦（以下、第50回紅白）では、速水けんたろうと茂森あゆみが「だんご3兄弟」を歌う中、三味線の特技を活かしてバックでコントラバスを弾いた。
とっさの判断とたぐいまれな発想力で、二人をあっといわせることもしばしば。
字を書くことも読むこともできず、数字は4までしか数えられない。好きな食べ物は、バナナ、リンゴなどなんでも好き。子猫の頃に鼻をかじられたため、猫ながらネズミが苦手（ぽろりは例外）。この他風呂と床屋が苦手。
母親は生き別れになり、顔を覚えておらず、たまに他の2人に届く母からの品物が来るたびに気持ちが沈んでしまう。拗ねると「かあちゃーん！おいら、○○（例:「字が読めないってバカにされても」「暑中見舞いが来なくても」など）ても、強く生きてくよぉー！」と叫ぶのがお約束。ただ、夢の中で母によく叱られている様子が映されることがある。
キャスティング
声を当てている肝付は、過去に『うごけぼくのえ』でカリ役、『ブンブンたいむ』で、ごじゃえもん役を担当した。2作品連続でメインキャラクターを担当するのは第1作『ブーフーウー』 → 第2作『ダットくん』の黒柳徹子、第3作『とんちんこぼうず』 → 第4作『とんでけブッチー』の大山のぶ代に続く3人目で、男性声優では初めて。
元々肝付は譜面の読解に難儀しており、過去に『ジャングル黒べえ』で主題歌を打診された際は辞退し、掛け声の役で参加していた。番組内では短い歌を3本歌うことになっていたが、最初の2、3年は苦労したと2005年のWEBアニメスタイルとのインタビューで振り返っている。その一方、越部の手掛けた歌の調子を理解するにつれ、譜面を少し理解できるようになったと話している。
また、日本武道館でのコンサートでは、「森のくまさん」の歌いだしに苦労し、練習では伴奏者の合図に合わせて歌っていた。ところが、本番では伴奏者が遠すぎて見えないため、共演者が肩を叩いた際は遅いと思ったが、伴奏者が合わせてくれたと肝付はインタビューの中で振り返っている。その後、関係者がじゃじゃまるの歌をノートにまとめていた。
名前表記について
過去のムック本などに「ふくろこうじ・じゃじゃ丸」と書かれているものがあるが、最も信憑性の高いものとして2025年（令和7年）5月現在の本作のウェブサイトのものを公式表記とする。なお、名字まで漢字表記にした「袋小路じゃじゃ丸」は完全な誤記である。
ふぉるてしも・ぴっころ
声 - よこざわけい子、及川ひとみ（代役）
ふんボルトペンギンの女の子。推定年齢3.5歳。イメージカラーはピンク色。
「ハーイ、ぴっころよ」（回によっては挨拶の前に「ピッコ、ピッコ、コロコロ～、ぴっころ～、  ポポッピドゥ～」と歌う事がある）と挨拶する。一人称は「あたし」。じゃじゃまるからは「どんぴょんペンギン」と呼ばれる。
身長は180cm、バスト230cm、ウエスト288cm、ヒップ270cm、足の長さは34cm。
花のワンポイントがついた麦藁帽子と胸に「P」と書かれたピンクの服が特徴。むこう島に「ぽっくり」というちょっと負けず嫌いな友達がいる。
おしゃまでおしゃべりとお洒落が好き。面倒見がいいしっかり者だが、とても気が強い。女性を軽視したような発言には色をなして反論する。よく肥満気味だと冷やかされる。
怒ると「ピッコ!!」と怒鳴ると同時にジャンプして地響きを起こし、二人をよろけさせる（この動作を「どんぴょん」と呼ぶ）。そのため、二人は彼女には頭があがらない。
得意なことは料理に編み物、相撲、ボクシング、レスリング、アコーディオン。幼稚園ごっこも好きで、2人はそれらにしばしばつき合わされる。
ペンギンだがカナヅチで泳げず、そのことではじゃじゃまるによくからかわれる。劇中の描写上、腕および手は羽であり板状で指が無いため、じゃんけんはパーしかだせない。空を飛ぶペンギンになる夢を持ち、密かに練習している。
第50回紅白では、速水と茂森が「だんご3兄弟」を歌う中、バックでバンドネオンを弾いた。
ぽろり・カジリアッチIII世
声 - 中尾隆聖
ネズミの男の子。4歳。ぽろぽろ島出身。イメージカラーは藍色。
「やあ、ぽろりなのだ」（回によっては挨拶の前に「僕は～海賊～なのだ～、海の～男～なのだ～」と歌う事がある。初期のみ「やあ、僕ぽろり・カジリアッチⅢ世なのだ」）と挨拶する。一人称は「僕」（極めてまれに「わたし」）。語尾に「なのだ」とつけて喋る。じゃじゃまるからは「ヨヨヨねずみ」「いい子ねずみ」などとからかわれる。
身長は190cm、おなかの周り170cm、足のサイズは40cm、尻尾の長さは215cm。
ピンク色と牡丹色の縞柄のシャツと藍色のサスペンダーつき半ズボンを着用し、ピンク色のバンダナをしているのは、家系が海賊だからである。映画『海だ！船出だ！にこにこ、ぷん』では主人公を演じた。
有名な海賊「ねこいらず・カジリアッチ」の子孫。カジリアッチ家のならわしとして幼稚園の卒園後に船を与えられ、祖先の隠した財宝を探す旅に出たところ、にこにこ島に漂着し、じゃじゃまるとぴっころに出会っている。そのため、推定になっている上記の2名とは異なり唯一、年齢が明確に設定されている。
頭が良くて謙虚で優しい性格だが、気が弱くて忍耐力がなく、泣き虫ですぐに「ヨヨヨヨ」と泣く。
得意なことはヴァイオリン、ギター、発明、工作、剣道。嫌いな食べ物はピーマンで、見たり名前を聞いたりしただけで寒気がすると同時に気を失うほどである。他2人がそのピーマン嫌いを克服させようといろいろと試みるが、すべて失敗に終わっている。
第50回紅白では、速水と茂森が「だんご3兄弟」を歌う中、バックでヴァイオリンを弾いた。
声を当てている中尾は、『ドレミファ・どーなっつ!』でも、れおなるど・とびっしー（れっしー）役を担当し、第14作『ファンターネ!』でも、アンモ・チョコモ（アンモさん）役を担当する。

### サブキャラクター
かしの木おじさん
声 - 高木均
樹齢200年のカシの木。頼りになるおじさん。
島の長老的存在で、いつも3人を温かい目で見守っているが、普段は居眠りばかりしている。博識で優しく、島の生き字引。好きなものはヤシ酒。
夢は海を見ること。移動が出来ないので、鳥や動物が手足になって働く。
はなばなガールズ
声 - DO!
ケシ科の珍種らしき歌う花（4本）たち。状況説明から時間経過にいたるまで、なんでも歌にする。夢は『紅白歌合戦』に出場すること。
アイキャッチとエンドキャッチに登場し、アイキャッチの際に左右に揺れながら「あらあら おやおや それからどんどこしょー」、物語の終わりには「わーい わーい にこにこぷん」と歌う。
放送開始当初はデザインが違い、歌の中でストーリー解説をしていた。
りんりんとるんるん
カエルの夫婦。天気予報が得意。予報を伝えるにはじゃじゃまるの通訳が必要。7児のおたまじゃくしの親。
かもめの郵便屋さん
声 - 小林修
にこにこ島に手紙を届ける郵便屋。ぴっころ・ぽろりに両親や友人からの手紙や小包を運んでくる。手渡しではなく、空中から配達先へ配達物を落として渡すのが特徴。『ドレミファ・どーなっつ！』にも登場。
くいしんぼうのクマ
にこにこ島に住む獰猛な熊。ただし姿を現したことは一度もなく、じゃじゃまる達の会話の中にのみ登場する。まれに咆哮だけが聞こえることもある。

### 映画・TVスペシャルのキャラクター
映画『海だ！船出だ！にこにこ、ぷん』
きたん
声 - 山田康雄
カジリアッチ船長の子分のキツネの海賊で、三匹の中ではリーダー格。お調子者で高慢な性格で、宝のためなら仲間同士争うことも。一度、ぴっころを姫と慕ったこともある。一人称は「オレ」または「あっし」。
なお、声を担当した山田は『ブンブンたいむ』で「いなりやま・つね吉」を演じ、同作品で「ごじゃえもん」を演じた、じゃじゃまる役の肝付とは7年ぶりの共演となった（演じた動物も、共にキツネである）。
ごろんざ
声 - 玄田哲章
カジリアッチ船長の子分のクマの海賊で、三匹の中では一番の巨漢。気は優しくて力持ち。いかつい外見に似合わず、寂しがりで友達が一人もいないことに悩みを持っている。ぽろりが船長の子孫と知り、争いを中止するなど、他の二人と比べて真面目そうに描かれている。一人称は「オレ」または「ワシ」。
めだるま
声 - 松岡洋子
カジリアッチ船長の子分のサルの海賊で、三匹の中では唯一の女性。男勝りで勝気な性格だが、母親に会えないぽろりにもらい泣きするなど、乙女な部分を見せる。バナナでじゃじゃ丸を誘惑して子分にしたこともある。サルなので断崖絶壁を楽々に登るという身のこなしと、誰にも負けない好奇心を持っている。一人称は「あたい」。
ペペラ
声 - 田中真弓
オウム。見た目や口調から女の子に見えるが、実は男の子。かつてはぽろりの祖父・カジリアッチ船長のペットだったらしい。外見に似合わず、歌がうまい。一人称は「私」。
TVスペシャル『にこにこ、ぷん 魔法のクレヨン』
ほしがり姫
声 - 西原久美子
魔女の女の子。本名は「星マリン」だが、わがままな性格でなんでも欲しがるからそう呼ばれている。魔法のクレヨンを使ってじゃじゃ丸達を妨害し、かしの木おじさんを独り占めしようとするも、母にお仕置きされて失敗する。後にじゃじゃ丸達に誤り、彼らと一緒に遊んだ。
ママ魔女
声 - 向井真理子
ほしがり姫の母で、偉大な魔女。怒ると怖く、娘のわがままには手を焼いている。召使いにマジョリカとマジョンナがいる。

## 各話リスト

### 1982年
| 話数    | サブタイトル                    | 放送日   |
| ------- | ------------------------------- | -------- |
| 第1話   | ないってばない                  | 4月5日   |
| 第2話   | ぼくはかいぞく                  | 4月6日   |
| 第3話   | 夕焼けはママのにおい            | 4月7日   |
| 第4話   | はっきりブギ                    | 4月8日   |
| 第5話   | ともだちってなんだろうな        | 4月9日   |
| 第9話   | ねえ青空さん                    | 4月15日  |
| 第10話  | 風がひいてるバイオリン          | 4月16日  |
| 第11話  | いい子・悪い子 悪い子・いい子   | 4月19日  |
| 第12話  | 春のワルツ                      | 4月20日  |
| 第13話  | カメラはまほうつかい            | 4月21日  |
| 第15話  | おてんばなんて言わないで        | 4月23日  |
| 第16話  | なみだの中に海がある            | 4月26日  |
| 第17話  | 猫のおまわりさん                | 4月27日  |
| 第18話  | 傘のお願い                      | 4月28日  |
| 第19話  | ぼくの大はつめい                | 4月29日  |
| 第20話  | じゃじゃ丸ひとり旅              | 4月30日  |
| 第24話  | おしばいしましょ                | 5月10日  |
| 第25話  | そのうそ・ほんと うそ・ほんと？ | 5月11日  |
| 第26話  | おいらが二人                    | 5月12日  |
| 第27話  | ハヒフホ・カレー                | 5月13日  |
| 第28話  | びょうきのあの子                | 5月14日  |
| 第29話  | 行け！じゃじゃ丸マン            | 5月17日  |
| 第30話  | はやく大きくなぁれ              | 5月18日  |
| 第38話  | わかっているさ                  | 5月28日  |
| 第40話  | にんじん・にがて                | 6月1日   |
| 第44話  | このゆびとまれ                  | 6月7日   |
| 第46話  | ここ掘れ・ざくざく              | 6月9日   |
| 第50話  | ワがいくつ？                    | 6月15日  |
| 第55話  | ワがいくつ？partⅡ               | 6月22日  |
| 第59話  | にこにこ音頭                    | 6月28日  |
| 第60話  | だいすき・ダンス                | 6月29日  |
| 第62話  | アブダカラブダぷん              | 7月1日   |
| 第71話  | 星いっぱいの夜                  | 7月14日  |
| 第72話  | ぷかぷかポルカ                  | 7月15日  |
| 第73話  | 誰だろう？                      | 7月16日  |
| 第74話  | くいしんぼうのグー              | 8月31日  |
| 第95話  | おいら名探偵                    | 9月30日  |
| 第100話 | ぼくはかいぞく（PartⅡ）         | 10月7日  |
| 第110話 | 空までのびろ                    | 10月22日 |
| 第111話 | 小さなクシャミ大きなクシャミ    | 10月25日 |
| 第119話 | あ・やっちゃった！              | 11月5日  |
| 第123話 | お風呂が好きなスパゲティー      | 11月11日 |
| 第137話 | 火の用心                        | 12月1日  |
| 第144話 | 秘密がだんだんでかくなる        | 12月10日 |

### 1983年
| 話数    | サブタイトル               | 放送日   |
| ------- | -------------------------- | -------- |
| 第145話 | ぴかぴかマーチ             | 1月4日   |
| 第158話 | まっ白な夢                 | 1月21日  |
| 第159話 | 雪ウサギなに見てる         | 1月24日  |
| 第165話 | まだまだ夢の中             | 2月1日   |
| 第170話 | ごめんねピーマン           | 2月8日   |
| 第183話 | もうかった・もうかった     | 2月28日  |
| 第186話 | 男の子だってひな祭り       | 3月3日   |
| 第188話 | あそべあそべ               | 4月4日   |
| 第200話 | カラスが鳴くから           | 4月20日  |
| 第337話 | かしの木おじさん絵かきうた | 12月10日 |

### 1984年
| 話数    | サブタイトル             | 放送日  |
| ------- | ------------------------ | ------- |
| 第384話 | うらら・うらら           | 3月3日  |
| 第385話 | たまにいいことしてみると | 4月4日  |
| 第400話 | レンゲ教えてよ           | 4月21日 |
| 第499話 | いるのかな怪獣           | 10月1日 |
| 第500話 | だれがあたしのおムコさん | 10月2日 |
| 第556話 | あの子の笑顔が見たいから | 12月8日 |

### 1985年
| 話数    | サブタイトル                  | 放送日   |
| ------- | ----------------------------- | -------- |
| 第557話 | みんなそろってハッピーちゃん  | 1月4日   |
| 第603話 | 男のだってひなまつり（PartⅡ） | 3月2日   |
| 第604話 | ふにゃふにゃ夢の中            | 4月8日   |
| 第610話 | お兄ちゃんになっちゃった      | 4月15日  |
| 第611話 | ママといっしょに美容院        | 4月16日  |
| 第739話 | たのしいバザー                | 11月1日  |
| 第746話 | おいら男だ                    | 11月11日 |
| 第749話 | こがらし来たよ                | 11月14日 |
| 第751話 | みんなどっかへ行っちゃった    | 11月16日 |
| 第752話 | じゃじゃ丸大漁節              | 11月18日 |
| 第753話 | 本だいすき                    | 11月19日 |
| 第756話 | ほかほか編み物                | 11月26日 |
| 第757話 | みんな仲良くあいうえお        | 11月27日 |
| 第763話 | 急げ消防車                    | 12月9日  |
| 第764話 | はりきってお勉強              | 12月10日 |
| 第765話 | SLにのって                    | 12月11日 |
| 第768話 | サンタにプレゼント            | 12月14日 |

### 1986年
| 話数    | サブタイトル                       | 放送日   |
| ------- | ---------------------------------- | -------- |
| 第769話 | 年賀状こなかった                   | 1月6日   |
| 第777話 | 昔話はたのしいな                   | 1月16日  |
| 第787話 | いじめるたびにさみしいよ           | 1月28日  |
| 第800話 | 心にお日さま                       | 2月13日  |
| 第813話 | あの子にタンポポおしえちゃお       | 3月8日   |
| 第814話 | 春のあかちゃん                     | 4月7日   |
| 第900話 | 待っててね’86                      | 10月1日  |
| 第901話 | 「赤トンボの空'86」                | 10月2日  |
| 第922話 | 「どきどきクイズ’86」              | 11月1日  |
| 第923話 | 「出発進行’86」                    | 11月4日  |
| 第932話 | 「キンコンピアノ’86」              | 11月15日 |
| 第938話 | 「冬に手紙を出しました’86」        | 11月22日 |
| 第943話 | 「すてきな白鳥 ’86」               | 11月29日 |
| 第944話 | 「ひっひっ火’86」                  | 12月1日  |
| 第949話 | 「ぼくってだめだな」               | 12月6日  |
| 第953話 | 「サンタにお手紙書いちゃった ’86」 | 12月13日 |

### 1987年
| 話数     | サブタイトル                                | 放送日   |
| -------- | ------------------------------------------- | -------- |
| 第954話  | 「みんなそろってハッピーちゃん’86」         | 1月5日   |
| 第976話  | 「ハロー雪ダルマ’86」                       | 1月31日  |
| 第999話  | 「うらら・うらら’86」                       | 3月6日   |
| 第1000話 | 「石になりたい’86」                         | 3月7日   |
| 第1001話 | 「あしたいい日にな～れ’86」                 | 3月9日   |
| 第1008話 | 「おたがいさま！」                          | 4月6日   |
| 第1013話 | 「春風そよか’87」                           | 4月11日  |
| 第1022話 | 「乗っちゃったタクシー」                    | 4月23日  |
| 第1031話 | 「ラクダに乗って’87」                       | 5月7日   |
| 第1048話 | 「しょんぼり落しもの」                      | 5月27日  |
| 第1052話 | 「家をつくろう’87」                         | 6月1日   |
| 第1057話 | 「アジサイは虹の色」                        | 6月6日   |
| 第1092話 | 「花火が消えた空’87」                       | 7月18日  |
| 第1093話 | 「おもちゃなんていらないよ」                | 8月31日  |
| 第1100話 | 「まわれまわれ’87」                         | 9月8日   |
| 第1114話 | 「なんでもあります’87」                     | 9月26日  |
| 第1128話 | 「見てねポスター’87」                       | 10月14日 |
| 第1130話 | 「こわれちゃったのお人形’87」               | 10月16日 |
| 第1145話 | 「うふふ・いひひ’87」                       | 11月11日 |
| 第1153話 | 「お日さまをすいこんで’87」                 | 11月11日 |
| 第1158話 | 「おへそブルース’87」                       | 11月30日 |
| 第1160話 | 「みんなどこかへ 行っちゃった’87」          | 12月2日  |
| 第1169話 | 「サンタにお手紙書いちゃった プレゼント篇」 | 12月12日 |

### 1988年
| 話数     | サブタイトル                        | 放送日   |
| -------- | ----------------------------------- | -------- |
| 第1170話 | 「ぴかぴかマーチ“年賀状篇”」        | 1月4日   |
| 第1193話 | 「コンニャクちゃん’87」             | 2月1日   |
| 第1200話 | 「春の口笛’87」                     | 2月9日   |
| 第1201話 | 「ぼくは機関車 総集篇」             | 2月10日  |
| 第1202話 | 「あっやっちゃった 総集篇」         | 2月12日  |
| 第1205話 | 「ハンバーグジュン’87」             | 2月16日  |
| 第1216話 | 「あの子にタンポポ教えちゃお’87」   | 2月29日  |
| 第1225話 | 「ずっといっしょに１．２．３！’87」 | 3月12日  |
| 第1226話 | 「お花見音頭」                      | 4月4日   |
| 第1231話 | 「日暮れのブランコ」                | 4月9日   |
| 第1325話 | 「風の中のイス」                    | 9月13日  |
| 第1330話 | 「あの子のお人形」                  | 9月20日  |
| 第1359話 | 「みぎ・ひだり」                    | 11月10日 |
| 第1382話 | 「サンタにお手紙書いちゃった’88」   | 12月10日 |

### 1989年
| 話数     | サブタイトル                          | 放送日  |
| -------- | ------------------------------------- | ------- |
| 第1383話 | 「水たまりに冬がいる」                | 1月10日 |
| 第1500話 | 「紙ヒコーキ飛んだ」                  | 6月27日 |
| 第1537話 | 「街をきれいにありがとう “ゴミ箱篇”」 | 9月21日 |

### 1990年
| 話数     | サブタイトル                       | 放送日   |
| -------- | ---------------------------------- | -------- |
| 第1786話 | 「こがらし来たよ」                 | 11月10日 |
| 第1792話 | 「冬に手紙を出しました'90」        | 11月17日 |
| 第1797話 | 「ともだちってなんだろな"保存版"」 | 11月24日 |
| 第1800話 | 「ピポピポ救急車"保存版"」         | 11月28日 |
| 第1803話 | 「キンコンピアノ'90」              | 12月1日  |
| 第1809話 | 「心がカゼひいた"保存版"」         | 12月8日  |
| 第1815話 | 「森のクリスマスツリー"保存版"」   | 12月15日 |

### 1991年
| 話数     | サブタイトル                             | 放送日   |
| -------- | ---------------------------------------- | -------- |
| 第1816話 | 「北風なんてへっちゃらさ」               | 1月7日   |
| 第1821話 | 「ずっといっしょに1・2・3！」            | 1月12日  |
| 第1826話 | 「ワがいくつ？"保存版"」                 | 1月19日  |
| 第1832話 | 「みんな病気がつれてった"保存版"」       | 1月26日  |
| 第1838話 | 「鬼は外 福は内'90」                     | 2月2日   |
| 第1844話 | 「にこぷんロック"ウグイス篇"」           | 2月9日   |
| 第1849話 | 「太ってる子は元気な子」                 | 2月16日  |
| 第1861話 | 「男の子だってひなまつり'90」            | 3月2日   |
| 第1862話 | 「春いっぱい」                           | 4月1日   |
| 第1879話 | 「春風そよか"オーケストラ篇"」           | 4月20日  |
| 第1885話 | 「花いちもんめ'91」                      | 4月27日  |
| 第1900話 | 「お兄ちゃんになりたいな'91」            | 5月20日  |
| 第1905話 | 「貝がらのひとりごと」                   | 5月25日  |
| 第1935話 | 「入道雲は夏の顔」                       | 6月29日  |
| 第1963話 | 「リンゴの中に空きがいる'91」            | 9月21日  |
| 第1991話 | 「秋のおみやげ」                         | 10月26日 |
| 第1997話 | 「さようなら・こんにちは'91」            | 11月2日  |
| 第2000話 | 「ペット・ショップのウィンドー」         | 11月7日  |
| 第2002話 | 「いちばん星みつけた"星のブローチ篇"」   | 11月9日  |
| 第2007話 | 「秋がさらさら流れてる」                 | 11月15日 |
| 第2008話 | 「こがらし来たよ"本物しりとり篇"」       | 11月16日 |
| 第2013話 | 「いつもお仕事ごくろうさま」             | 11月22日 |
| 第2014話 | 「ウソつきちゃん」                       | 11月25日 |
| 第2015話 | 「かわいいぴっころちゃん'91」            | 11月26日 |
| 第2016話 | 「カレンダーめくれば」                   | 11月27日 |
| 第2017話 | 「海でみつけた宝もの」                   | 11月28日 |
| 第2018話 | 「ケンカするなら仲よしだ'91」            | 11月29日 |
| 第2019話 | 「北風なんてへっちゃらさ"電車ごっこ篇"」 | 11月30日 |
| 第2020話 | 「お目々がさめたらまた遊ぼ"昼寝篇"」     | 12月2日  |
| 第2021話 | 「北風に雪のにおい」                     | 12月3日  |
| 第2022話 | 「ミカンは小さなお日さまだ'91」          | 12月4日  |
| 第2023話 | 「はじめての氷'91」                      | 12月5日  |
| 第2024話 | 「寒そうなカカシ」                       | 12月6日  |
| 第2025話 | 「わくわく探検隊"北極篇"」               | 12月7日  |

### 1992年
| 話数     | サブタイトル            | 放送日  |
| -------- | ----------------------- | ------- |
| 第2032話 | 「年賀状こなかった'91」 | 1月6日  |
| 第2076話 | 「お帰り春！」          | 2月29日 |
| 第2077話 | 「ポッカリ春だね」      | 4月6日  |
| 第2224話 |                         |         |
| 第2228話 |                         |         |
| 第2229話 |                         |         |

## 音楽
井出隆夫（作詞）・越部信義（作曲）のコンビで本作のために制作された楽曲は1000曲近くに達する。
原作者の井出は、1970年代より『おかあさんといっしょ』に作詞家として楽曲提供しており、『ブンブンたいむ』終了にあたり、次回作の脚本家を探しているという話を番組スタッフから聞き、自ら担当したいと名乗り出たという。
また、番組開始に当たって、井出は毎日1曲ずつ新曲を入れるというルールを自らに課していたため、制作した歌は1000曲を超えるだろうとJASRACとのインタビューの中で振り返っている。なお、井出は「山川啓介」という筆名ではなく、本名で仕事をした理由についてはよく覚えていないとしつつも、三大童謡詩人といわれる野口雨情、西條八十、北原白秋を尊敬しており、その流れをくむ作品を作りたいと考えたかもしれないと推測している。
オープニングはアニメーションで作られている。
主題歌「にこにこぷん」
作詞 - 井出隆夫 / 作曲・編曲 - 越部信義 / 歌 - じゃじゃまる、ぴっころ、ぽろり
タイトルロゴは映像の最後に登場する。歌詞が追加されたフルバージョンもある。
放送開始当初
3人は登場せず、にこにこ島全体のみが映る映像だった。曲調も少し異なっていた。
2代目のオープニング
アニメーションで『おかあさんといっしょ』のオープニングと一体化していた。このスタイルは『ドレミファ・どーなっつ!』の1999年3月まで引き継がれていた。
実写版では山が噴火するところでタイトルロゴ　『にこにこ、（改行）ぷん』に変化、一瞬ではあるがじゃじゃまる、ぴっころ、ぽろりの3人がロゴから現れワイプが拡大する形で実写に移る。アニメ版では3人が滑る虹が解体しつつタイトルロゴ『にこにこ、（改行）ぷん』を形成し、ブラックアウトからのフェードで本編に移る。
また『おかあさん（改行）と（改行）いっしょ』のタイプのタイトルロゴがオープニングで使われていたのはこの作品が最後となる（エンディングでは『ぐ〜チョコランタン』終了まで使用）。ちなみに実写版とアニメシリーズでは曲のテンポが異なっていた。
『おかあさんといっしょ 40周年記念コンサート』では坂田おさむ、神崎ゆう子、速水けんたろう、茂森あゆみの4人がこの曲を歌唱した。
挿入歌
全作詞：井出隆夫 / 全作曲・編曲：越部信義
じゃじゃまる
「おいら男だ」
「菜の花畑で思い出す」
「じゃじゃまる大漁節」
「母待岬」
「牛乳節」
ぴっころ
「かわいいぴっころちゃん」
「炎の女の子」
ぽろり
「ぼくはかいぞく」（1982年4月6日放送）
「ごめんねピーマン」（1991年1月10日放送）
「風がひいてるバイオリン」
じゃじゃまる、ぴっころ
「ないってばない」（1982年4月5日放送）
ぴっころ、ぽろり
「なまムギ なまゴメ なまタマゴ」
「女王さまがいっぱい」
3人
「シュビ・ドゥビ・パパヤ」(1992年6月19日放送)
「キラキラ夏」
「ピクニックマーチ」
「あそべあそべ」
「ぴょんぴょん カンガルー」
「アイアイアイスクリーム」
「ハヒフホ・カレー」
「ドーナツどうして穴がある?」
「ぴかぴかマーチ」
「ママ・ムーチョ」
「緑っていいね」
「ともだちってなんだろな」
「夕焼けはママのにおい」
「おさんぽマーチ」
「いつもとおんなじさようなら」（1992年10月3日放送）
じゃじゃまる、ぴっころ、ぽろり、かしの木おじさん
「にこにこ音頭」
「のんびり・のびのび」
「お日さまありがとう」
「すくすく音頭」

## ファミリーコンサート
| 公演   | タイトル                                                  | 出演者（一部を除く） |
| ------ | --------------------------------------------------------- | --- |
| 1988年 | にこにこぷん・じゃじゃまる印のイベント宅配便              | 古今亭志ん輔、坂田おさむ、神崎ゆう子、馮智英、天野勝弘 じゃじゃまる、ぴっころ、ぽろり |
| 1989年 | おかあさんといっしょ30年                                  | 坂田おさむ、神崎ゆう子、馮智英、天野勝弘 じゃじゃまる、ぴっころ、ぽろり 眞理ヨシコ、中野慶子、竹前文子、砂川啓介 中川順子、片桐和子、瀬端優美子、斉藤昌子 森晴美、田中星児、斉藤伸子、松熊由紀 奈々瀬ひとみ、水木一郎、たいらいさお、宮内良 かしわ哲、林アキラ、しゅうさえこ ブンブン、つね吉、ごじゃえもん             |
| 1989年 | キャラクター・オン・ステージ                              | 坂田おさむ、神崎ゆう子、馮智英、天野勝弘 じゃじゃまる、ぴっころ、ぽろり ゴロンタ、トムトム、チャムチャム ブンブン、つね吉、ごじゃえもん |
| 1990年 | 母と子のファミリーコンサート                              | 坂田おさむ、神崎ゆう子、馮智英、天野勝弘 じゃじゃまる、ぴっころ、ぽろり 斉藤昌子、奈々瀬ひとみ、クニ河内、坂田めぐみ |
| 1990年 | げんき♥元気                                               | 古今亭志ん輔、坂田おさむ、神崎ゆう子、馮智英、天野勝弘 じゃじゃまる、ぴっころ、ぽろり 林アキラ、森みゆき ゴロンタ、トムトム、チャムチャム ブンブン、つね吉、ごじゃえもん ブー、フー、ウー |
| 1991年 | みどりっていいね                                          | 古今亭志ん輔、坂田おさむ、神崎ゆう子、馮智英、天野勝弘 じゃじゃまる、ぴっころ、ぽろり |
| 1991年 | うたいっぱいコンサート                                    | 坂田おさむ、神崎ゆう子、馮智英、天野勝弘 じゃじゃまる、ぴっころ、ぽろり |
| 1992年 | みんなともだち                                            | 古今亭志ん輔、坂田おさむ、神崎ゆう子、馮智英、天野勝弘 じゃじゃまる、ぴっころ、ぽろり、へびくん、ぶたくん ガチャピン、ムック |
| 1992年 | ようこそどーなっつ島へ                                    | 坂田おさむ、神崎ゆう子、馮智英、天野勝弘 みど、ふぁど、れっしー、空男 じゃじゃまる、ぴっころ、ぽろり |
| 1993年 | おかあさんといっしょ'93ファミリーコンサート               | 速水けんたろう、茂森あゆみ、馮智英、佐藤弘道 みど、ふぁど、れっしー、空男 坂田おさむ、神崎ゆう子 じゃじゃまる、ぴっころ、ぽろり |
| 1993年 | あつまれ うた！ うた！ うた！                             | 速水けんたろう、茂森あゆみ、佐藤弘道 みど、ふぁど、れっしー、空男 坂田おさむ、神崎ゆう子 じゃじゃまる、ぴっころ、ぽろり |
| 1994年 | すてきなうた だいすき！                                   | 速水けんたろう、茂森あゆみ、佐藤弘道、松野ちか みど、ふぁど、れっしー、空男 坂田おさむ、美咲あゆむ、飯田ミカ、小嶋信之、山岸隆弘 じゃじゃまる、ぴっころ、ぽろり |
| 1994年 | 世界のうた こんにちは                                     | 速水けんたろう、茂森あゆみ、佐藤弘道、松野ちか みど、ふぁど、れっしー、空男 小嶋信之、山岸隆弘、クロイ・マリー・マクナマラ じゃじゃまる、ぴっころ、ぽろり、ジョンジョン |
| 1995年 | おはなし列車で行こう                                      | 速水けんたろう、茂森あゆみ、佐藤弘道、松野ちか みど、ふぁど、れっしー、空男 小嶋信之、山岸隆弘、じゃじゃまる、ぴっころ、ぽろり |
| 1997年 | あ・い・うーをさがせ！                                    | 古今亭志ん輔、速水けんたろう、茂森あゆみ、佐藤弘道、松野ちか みど、ふぁど、れっしー、空男 じゃじゃまる、ぴっころ、ぽろり |
| 1998年 | 歌だ！ ダンスだ！おまつりだ！                             | 速水けんたろう、茂森あゆみ、佐藤弘道、松野ちか みど、ふぁど、れっしー、空男 じゃじゃまる、ぴっころ、ぽろり |
| 1999年 | おかあさんといっしょとゆかいななかま、 〜わくわく大行進〜 | 古今亭志ん輔、速水けんたろう、茂森あゆみ、佐藤弘道、松野ちか、 みど、ふぁど、れっしー、空男、 じゃじゃまる、ぴっころ、ぽろり、 ワンワン、かなちゃん、 クリス、メイ・パイカ、ペッパー・タイガー、エディ・エックス、 タップ、クラップ                                                                                     |
| 2009年 | 星空のメリーゴーラウンド 〜50周年記念コンサート〜         | 横山だいすけ、三谷たくみ、小林よしひさ、いとうまゆ ライゴー、スイリン、プゥート ひなたおさむ、かまだみき、恵畑ゆう スプー、アネム、ズズ、ジャコビ 眞理ヨシコ、田中星児、坂田おさむ、神崎ゆう子 速水けんたろう、茂森あゆみ、杉田あきひろ 今井ゆうぞう、はいだしょうこ、天野勝弘、佐藤弘道 じゃじゃまる、ぴっころ、ぽろり |
| 2012年 | みんないっしょに！ ファン ファン スマイル                 | 横山だいすけ、三谷たくみ、小林よしひさ、上原りさ ムテ吉、ミーニャ、メーコブ ワンワン、パックン、リン、コロン 坂田おさむ、いとうまゆ、じゃじゃまる、ぴっころ、ぽろり |
| 2019年 | ふしぎな汽車でいこう〜60周年記念コンサート〜              | 花田ゆういちろう、小野あつこ、福尾誠、秋元杏月 チョロミー、ムームー、ガラピコ 眞理ヨシコ、坂田おさむ、神崎ゆう子 速水けんたろう、茂森あゆみ 横山だいすけ、小林よしひさ、上原りさ じゃじゃまる、ぴっころ、ぽろり スプー、ムテ吉、ミーニャ、メーコブ                                                                      |

## イベント
| 公演     | タイトル                                          | 出演者（一部を除く） |
| ぴっころ | ぴっころ                                          | ぴっころ |
| -------- | ------------------------------------------------- | --- |
| 2014年   | ワンワンパッコロ!キャラともワールドショー         | ワンワン、パックン、リン、コロン、めいちゃん アネム、たーちゃん、ぴっころ、坂田おさむ                                     |
| 2014年   | みんなDEどーもくん! ゲスト：アタリメ!どんぴょんズ | 花原あんり、タイムマシーン3号 どーもくん、ななみちゃん、うさじい、たーちゃん アネム、リン、めいちゃん、ぴっころ、ワンワン |
| 2016年   | みんなDEどーもくん! ゲスト：アタリメ!どんぴょんズ | 花原あんり、タイムマシーン3号 どーもくん、ななみちゃん、うさじい、たーちゃん アネム、リン、めいちゃん、ぴっころ           |

## 海外での放送
タイ
1990年代にチャンネル11にて放送された。タイトルは『เพื่อนรักทั้งสาม』。

## スタッフ

### 実写
原作・脚本 - 井出隆夫
音楽 - 越部信義
キャラクターデザイン・人形製作 - 岡部久義
人形操演 - 田原かよ、大平長子（ぽろりを担当）、加藤也寸生、和甲拓、酒井陽子、岡村知澄、吉野貴之、山本晴子
人形協力 - スタジオ・じゃぴぽ、NHKエンタープライズ
小道具 - 上田順一
振付 - 坂上道之助、城戸政道、永恵春芳
企画・制作 - NHKエデュケーショナル

### アニメ版
原作・脚本 - 井出隆夫
音楽 - 越部信義
キャラクターデザイン - 小佐古吉重
人形美術 - 岡部久義（スタジオ・じゃぴぽ）
アニメーション制作 - ビジュアル80
制作 - NHK財団
© スタジオじゃぴぽ/NHKエンタープライズ

## 共演者
『おかあさんといっしょ』内の放送期間が10年半と最長である中、1987年（昭和62年）4月から本作終了までの5年半は同一のメンバー構成で固定されていた。
- 特に長年共演した坂田おさむや神崎ゆう子は後述のように番組卒業後も度々共演している。
- 本作放送中一切変動が無いメンバーは、本作開始前年から参加している『ハイ・ポーズ』のおねえさんの馮智英である。

- 瀬戸口清文（8代目たいそうのおにいさん、1982年4月5日 - 1987年4月4日）
- かしわ哲（5代目うたのおにいさん、1982年4月5日 - 1983年4月2日）
- 林アキラ（6代目うたのおにいさん、1982年4月5日 - 1985年3月30日）
- しゅうさえこ（14代目うたのおねえさん、1982年4月5日 - 1983年4月2日）
- 馮智英（『ハイ・ポーズ』のおねえさん、1982年4月5日 - 1992年10月3日）
- 伊庭隆（四つの部屋、1983年4月 - 1984年3月）
- 古今亭志ん輔（志ん輔ショー〈旧・朝太ショー〉、1984年4月 - 1992年10月3日）
- 森みゆき（15代目うたのおねえさん、1983年4月4日 - 1987年4月4日）
- 坂田おさむ（7代目うたのおにいさん、1985年4月1日 - 1992年10月3日）
- 神崎ゆう子（16代目うたのおねえさん、1987年4月6日 - 1992年10月3日）
- 天野勝弘（9代目たいそうのおにいさん、1987年4月6日 - 1992年10月3日）

## 他媒体展開

### 映画
『海だ！船出だ！にこにこ、ぷん』
長編アニメ映画。1990年1月4日に正月映画として制作された。『おかあさんといっしょ』内の人形劇で初めて映画化されたものである。なお、製作には日本テレビも関わっている。文部省推薦作品。
ストーリー
ある日、ぽろりはおかあさんから弟が生まれたという知らせを聞く。じゃじゃまるやぴっころも協力し、船で弟のいるところをめざすが、なぜか3人は海賊のすむ島に着いてしまい…。
スタッフ
- 監督 - 平田敏夫
- 原作 - 井出隆夫
- 脚本 - 大隅正秋、杉原めぐみ
- コンセプトディレクター - 大隅正秋
- キャラクターデザイン・作画監督 - 小松原一男
- 人形美術  - 岡部久義
- 音楽 - 越部信義
- アニメーション制作 - オープロダクション
- 製作 - NHK SC・日本テレビ・ケイエスエス・講談社

### 映像ソフト化
NHKソフトウェアおよびポニーキャニオンよりビデオ（VHS、セル・レンタル共通）がリリースされている。10年半という長期放送のためか、全話は収録されていない。アニメ作品はキングレコード、前述の長編アニメ映画はケイエスエスからの発売。
NHKおかあさんといっしょ にこにこ、ぷんの英語教室（English Time with NIKO NIKO POON）
テキスト絵本とVHSテープA・Bのセットで全2巻がプロスパーおよびランゲージ・サービスより発売された。いずれもアニメーションで進行する。
NHK DVD にこにこ、ぷん コレクション 2016年11月23日発売 放送開始35周年記念
レギュラー放送第1回と最終回を含めた全6話と、「志ん輔劇場」とのコラボ企画「おめでとう にこにこ、ぷん」、 オーストラリアと北海道でのロケ特番「のびのびむらのにこにこ、ぷん」「オーストラリアのにこにこ、ぷん」も収録。

### 絵本シリーズ
『NHKおかあさんといっしょ にこにこ、ぷん アニメえほん』
講談社より発売。『おかあさんといっしょ』内で放送していたアニメ作品を編集し、「能力開発絵本」シリーズとして発売していた。

### ゲームソフト
「にこにこ、ぷん」
1991年12月発売。NHKエンタープライズよりPCエンジン（HuCARD）としてゲーム化された。
『スーパーマリオブラザーズ』風の横スクロールアクションゲーム。ファン層に合わせた幼児向けの非常に難易度の低いゲームであり、使用キャラであるじゃじゃまる、ぴっころ、ポロリの3人に性能差がない、攻撃が無く移動とジャンプだけで敵に対処する、「ゲームオーバー」が存在しないという珍しいシステムとなっている（ダメージを3度受けると気絶状態になるがすぐ復活する。また、制限時間を超えたり、指定の果物を取らずクリア条件を満たせなかったりした場合も、ステージ開始地点に戻されやり直しとなるだけである）。

### 縫いぐるみ型寝袋
縫いぐるみ布団「じゃじゃまる」・「ぴっころ」
日本文化センターの通販限定で販売していた。価格は24800円。
布団購入者には「じゃじゃまる・ぴっころ・ぽろり」の絵がプリントされた「にこにこぷんパジャマ」がサービスとして、プレゼントされた。
なお、理由は不明だが「ぽろり」の布団は商品化されなかった。また「にこにこぷんパジャマ」の紹介の際にも、パジャマにぽろりの絵がプリントされているにも関わらず、ナレーションでぽろりだけ紹介されなかった。

### YouTubeチャンネル
2023年2月10日から有限会社スタジオじゃぴぽの制作により「ぴっころちゃんねる」として動画が更新されている。ぴっころの声はこれまで通りよこざわが担当する他、毎回の動画で英由利香が脚本を担当している。
2025年8月7日、NHKエンタープライズは声優や楽曲を一新したパペット人形による寸劇『にこにこ・ぷん NEO』を開始することを発表。同日からYouTubeにて配信を開始した。

## その他

### 他作品への出演
登場キャラクターが下記のように多作品にゲスト出演している回数は本作が最多である。いずれも声は本編のオリジナル声優が一貫して担当している。本コーナー放送終了後のゲスト出演については後述の#本作終了後にて述べる。
- 1987年の『第38回NHK紅白歌合戦』、1995年の『第46回NHK紅白歌合戦』に応援ゲストとして、じゃじゃまる、ぴっころ、ぽろりが出場した。また、1999年の『第50回NHK紅白歌合戦』にも「だんご3兄弟」のバックキャラクターとして出場した。さらに2006年の『第57回NHK紅白歌合戦』にも「みんなのうた45年!キッズショー」のバックキャラクターとして出場し、ななみちゃんと共演した。
- 1992年5月5日に放送された『おかあさんといっしょ ファミリーコンサート』内で当時子供たちの間で人気を二分していたフジテレビの『ひらけ!ポンキッキ』からガチャピンとムックがゲストとして出演。夢のコラボレーションが繰り広げられた。また、同年10月2日に放送5000回を迎えた『ひらけ!ポンキッキ』に『にこにこ、ぷん』のキャラクターが出演した。この出演が事実上の最後のステージになった。さらに同年には、アニメ『サザエさん』でサザエさんたちが見ていたテレビの中で彼らが登場した（声は同じ）。
- 1992年には『母と子のテレビタイム』でニャンちゅうと共演している。

### キャラクターについて

#### キャスティング
ぴっころ役のよこざわけい子は、じゃじゃまる役の肝付が『ブンブンたいむ』時代から兼任していた子供向けアニメの準レギュラーとして出演中に本作が始まった。逆に、ぽろり役の中尾は今作品出演中に、1988年に放送を開始した子供向けアニメで「主人公のライバル」という、第1話から登場する最重要キャラクターのオファーを引き受けた。
これにより3人は本作と、後に「国民的アニメ」の呼ばれるようになる子供向けアニメのレギュラー・準レギュラーキャラクターを兼任することになり『にこにこぷんがやってきた』が終了する1999年3月17日まで、よこざわは17年、肝付は20年、勤め上げた。

#### その他
原作者の井出隆夫は.本作の特徴の一つとして「これまでの人形劇と大きく違う点は、メインキャラクターに女の子が入っていることです。これは意識してつくりました」としているが、第2作『ダットくん』のあらすじに「白ウサギの男の子『ダットくん』とその妹『ピョン子ちゃん』が…」と書かれているため、過去にも女の子をメインキャラクターに入れた作品は存在しており、ぴっころを「歴代人形劇、初代・女の子のメインキャラクター」とするのは誤りである。なお、これについては本作の制作・放送時期は当然ながら2025年（令和7年）現在ほど情報量が多くなかったことと、本作から比較しても『ダットくん』は10年以上前の古い作品だったため井出も、過去の作品を熟知するのは困難だった。

## 本作終了後

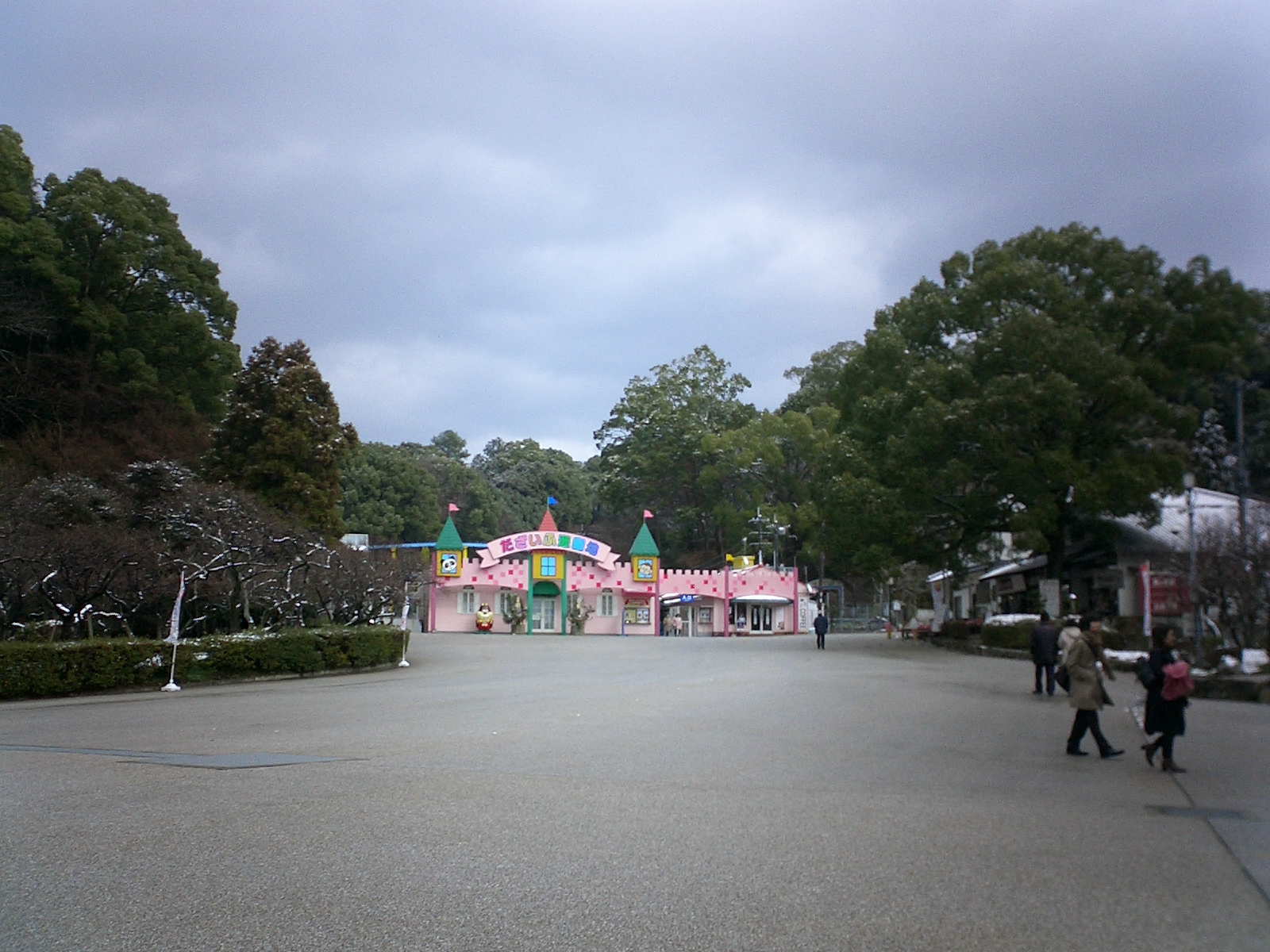
だざいふ遊園地の入口（2009年）

- 1993年4月から1994年3月まで1年間、同じNHKのクイズ番組『クイズ百点満点』に本作の3人がレギュラー出演した。
- 1993年12月の『おかあさんといっしょ』冬特集期間（1993年12月13日〜18日および12月20日〜25日）に、オーストラリアにてロケを行った「にこぷんオーストラリア」が放送された。この内容については、後にポニーキャニオンより『NHKおかあさんといっしょ にこにこぷんスペシャル』として全3巻がビデオ販売された。
- 1994年度には、NHK衛星第2テレビジョンの『あさごはん だいすき!』という番組にレギュラー出演した。同番組には、かつて長らくの間共演していた坂田おさむが出演していた。
- 1995年4月から1999年3月の間、NHK衛星第2テレビで『にこにこぷんがやってきた』が放送され、全国各地をステージカーで周った。
- この名残で、1999年春ごろまで『おかあさんといっしょ』のコンサートなどにしばしばゲスト出演し、『ドレミファ・どーなっつ!』と共演した。
- 1999年4月のスプーの登場を境に暫くゲスト出演が途絶えていたが、『おかあさんといっしょ』とNHK教育テレビジョンが50周年となる2009年からは再びゲスト出演が多くなった。
  - 2009年1月10日の『あつまれ！ キッズソング50〜スプー・ワンワン 宇宙の旅〜』（教育テレビ）に3人で登場した。番組には、『ひらけ!ポンキッキ（当時：Beポンキッキ）』のキャラクターであるガチャピンとムックがゲストとして出演し、16年3か月ぶりの再会を果たしている。また、同じくゲスト出演した坂田おさむとは、先述の『あさごはんだいすき！』からともにファミリーコンサートにゲスト出演した1994年春以来[注釈 21]、神崎ゆう子とは1993年秋以来[注釈 22]の共演を果たした。
  - 2009年5月5日の「ETV50こどもの日スペシャル〜もう一度見たい教育テレビ 第2弾〜」では、ETV50周年の企画である「もう一度見たい教育テレビ」のリクエスト募集結果の中間発表として、リクエストの多いキャラクターのベスト50が発表された。その中でじゃじゃまるが2位、ぽろりが4位、ぴっころが5位となり、3人が上位を占める結果となった。
  - 2009年6月12日には「ETV50アンコール」で、初回と最終回が放送された[34]。
  - 2009年秋の『星空のメリーゴーラウンド〜50周年記念コンサート〜』で約10年ぶりにファミリーコンサートに出演した。歴代の番組出演者が多数登場しており、このコンサートで[坂田・神崎と共演した。
- 2012年は放送開始30周年であり、2009年以来久々にテレビに出演する機会があった。
  - まず、2012年2月26日の『ワンワンパッコロ!キャラともワールド』（NHK BSプレミアム）に3人で登場した。その後、3人個々が単独でゲスト出演している。ぴっころは番組内のガールズユニットアタリメ!どんぴょんズのメンバーとしても登場し、ユニット名の「どんぴょん」は上記のぴっころの動作に由来している。このユニットには後代の『ぐ〜チョコランタン』のアネムも参加しており、彼女と初めて本格的に対面することになった。
  - さらに、同年8月に開催された『おかあさんといっしょスペシャルステージ2012 みんないっしょに！ファンファンスマイル』にも出演。このイベントにはゲストとして坂田も出演し、2009年秋以来2年9か月ぶりの共演が実現した。また、当代の人形劇『ポコポッテイト』のキャラクターとはこのイベントで初共演となった。
  - この他、同年大晦日にはおかあさんといっしょの再放送リクエスト番組内で、2009年にも放送された第1回放送が再々放送された。
- 2016年10月20日、じゃじゃまる役を演じた肝付兼太が、肺炎のため死去。亡くなる一月前に収録され、2017年1月29日放送の『ワンワンパッコロ！キャラともワールド』へのゲスト出演が最後となった。
- 2019年8月12日に放送された『おかあさんといっしょ 60年スペシャル』内で、1回分の再放送が行われた。
- 同年11月には、番組60年記念コンサートとして開催されたおかあさんといっしょファミリーコンサート『ふしぎな汽車でいこう』に3人が登場。2012年以来、7年ぶりのおかあさんといっしょステージイベントへの出演となった。上記の通り、じゃじゃまるの声を演じた肝付はコンサート開催時点で故人となっているが、本公演では生前のライブラリ音源を使用する形で台詞付きの出演が実現した。また、フィナーレで設けられたエンディングメドレー内で、本公演にゲスト出演した坂田おさむ、神崎ゆう子、速水けんたろう、茂森あゆみと本作のキャラクターにより、本作放送当時のエンディングテーマ『さよならマーチ』の一部が歌われた。
- 福岡県太宰府市にあるだざいふ遊園地の入口には、じゃじゃまるの人形が置いてあることが2019年に西日本新聞から報じられた。元々は遊具だったものを移設したもので、放送当時を知る大人だけではなく、本作を知らない子供からも人気があるという[35]。
- 2022年7月27日に放送された『LET’S GO!Eテレタイムマシン』（夏休み特別番組）において、1回分の再放送が行われた[36]。
- 2024年5月6日には『おかあさんといっしょ うたのリクエストスペシャル「にこにこ、ぷん」』として当時の番組オープニングや劇中歌、放送当時のうたのおにいさん・おねえさんの歌唱映像などで構成された特別版が放送された[18]。このうたのリクエストスペシャルで、花田ゆういちろう・ながたまやがホスト役として出演した。
- 同年9月30日には『おかあさんといっしょ』65周年記念に放送された『おかあさんといっしょ おたんじょうびウィーク月曜日』において、1回分の再放送が行われた[37]。
- 同年大晦日放送の『第75回NHK紅白歌合戦』に出演し、おかあさんといっしょの出演者・キャラクターに加え、紅白歌合戦司会の有吉弘行、橋本環奈、伊藤沙莉などの出演者と共に「からだ☆ダンダン」並びに「パプリカ」を披露した[38][39]。
- 2025年3月14日から一部のエピソードが動画配信サービス[注釈 23]での見放題配信を開始した[40]。
- 2025年2月16日の18時35分に総合テレビにてNHK放送100年のテーマソングであるサザンオールスターズ「神様からの贈り物」に歴代アーカイブ映像を組み合わせて製作されたスペシャルムービーを初放送、同映像の一部場面に本作品からふくろこうじ・じゃじゃまる、ふぉるてしも・ぴっころ、ぽろり・カジリアッチIII世が登場するカットシーンが挿入されている。番組終了後にNHK MUSICの公式YouTubeにて同映像のショートバージョン、同年4月9日にロングバージョンがそれぞれ配信された[41][42][43][44]。

## 備考
公式設定ではないが、原作者の井出隆夫は、2011年度より放送の第12作『ポコポッテイト』の舞台である「ぽてい島」も、にこにこ島とどーなっつ島の近くに存在するという見解を示している。井出自身は『ポコポッテイト』の脚本は手掛けていないものの、自身が脚本を書いた2013年5月のファミリーコンサートにてこの2島の名前を出している。『ポコポッテイト』のキャラクターとは上記の通りこれ以前の2012年に対面している。
『ゴロンタ劇場』以降の歴代人形劇作品のうち、『ぐ〜チョコランタン』、第11作『モノランモノラン』とは共に2009年秋のファミリーコンサートには出演したものの直接的な面識はないが、『ぐ〜チョコランタン』については以下のような例外がある。
- 3人ともスプーとは1999年の『第50回NHK紅白歌合戦』に、『ドレミファ・どーなっつ!』共々バックキャラクターとして出場した。さらに『あつまれ！キッズソング50〜スプー・ワンワン 宇宙の旅〜』で対面。（こちらには『ドレミファ・どーなっつ！』は登場していない）
- ぴっころは上記の様にアネムと共に「アタリメ!どんぴょんズ」に参加。
- じゃじゃまるは2014年1月26日の『ワンワンパッコロ!キャラともワールド』で初めてジャコビと絡み、チームを組んでいる[注釈 24]。

### 作品の保存状況
「にこにこぷん」放送当時は、従来の放送用ビデオテープの再利用が行われていた時代から、放送用テープの保管が一般的になる時代へと移り変わる過渡期であった。その為、放送初期にあたる1982年度と1983年度の放送回には「にこにこぷん」の収録VTRのみならずその時期のおかあさんといっしょ自体に一部未保存回がある。ただし、少なくとも第1回と第2回については放送用VTRの形で残っており、先述のDVDにも収録された他、第1回については特別番組などで度々再放送されており、前述の通り、2025年3月からYouTubeや定額制動画配信サービスでの見放題配信も行われている。
1984年度からは、当時NHKが放送状況のチェック用に、総合テレビの1日の放送を家庭用ビデオテープで録画したものが残されていた事から、総合テレビでの放送が通常通り行われた分については、放送用VTRでは無い回もあるがほぼ全話が保存されている。